# Onciale 0116
- Papyrus
- Onciale
- Minuscules
- Lectionnaire

Le Codex 0116, portant le numéro de référence 0116 (Gregory-Aland), ε 58 (Soden), est un manuscrit du Nouveau Testament sur parchemin écrit en écriture grecque onciale.

## Description
Le codex se compose de 14 folios. Il est écrit en deux colonnes, de 25 lignes par colonne. Les dimensions du manuscrit sont 26 x 20 cm. Les experts datent ce manuscrit du VIIIe siècle ou IXe siècle,. 
Contenu
C'est un manuscrit contenant le texte incomplet des quatre Évangiles. 
Matthieu 19,14-28; 20,23-21,2; 26,52-27,1; Marc 13:21-14:67; Luc 3,1-4,20.
Il contenant les Sections d'Ammonian, sans canons de concordances.
C'est un palimpseste.
Texte
Le texte du codex représente un texte byzantin. Kurt Aland le classe en Catégorie V. 
Lieu de conservation
Le codex est conservé à la Biblioteca nazionale Vittorio Emanuele III (II C 15) à Naples.